# 이경자 (1944년)
이경자(李京子, 1944년 10월 21일 ~ , 서울)는 대한민국의 방송인이다. 

## 학력
- 숙명여자대학교 영어영문학 학사
- 숙명여자대학교 대학원 영어영문학 석사
- 펜실베이니아주립대학교 대학원 언론학 석사
- 서던일리노이대학교 언론학 박사

## 경력
- 1988년 : 미국 동서문화센터 커뮤니케이션 및 문화연구소 객원연구원
- 1977년 : 경희대학교 언론정보학 교수
- 1980년 : 한국방송위원회 광고재심위원
- 1994년 : 한국광고비평회장
- 1995년 : 경희대학교 언론정보대학원장
- 1995년 : 한국방송학회장
- 1996년 : 방송위원회 보도교양부문 심의위원
- 1996년 : 문화체육부 청소년보호위원회 위원
- 1998년 : 한국방송개발원장
- 1998년 : 방송개혁위원회 위원
- 1999년 : 한국방송진흥원장
- 2002년 : 방송위원회 방송발전기금관리위원회 위원
- 2005년 8월 : 한국광고자율심의기구 광고심의기준위원회 위원
- 2008년 3월 : 방송위원회 상임위원
- 2009년 9월 ~ 2011년 3월 : 방송통신위원회 부위원장
- 경희대학교 언론정보학부 명예교수

## 참고
| 전임 송도균 | 제2대 방송통신위원회 부위원장 2009년 9월 26일 ~ 2011년 3월 25일 | 후임 홍성규 |